# بیون سونگ-هوان
بیون سونگ-هوان (انگلیسی: Byun Sung-hwan؛ زادهٔ ۲۲ دسامبر ۱۹۷۹) بازیکن سابقو  مربی فوتبال اهل کره جنوبی است.
از باشگاه‌هایی که در آن بازی کرده است می‌توان به باشگاه فوتبال نیوکاسل یونایتد جتس، باشگاه فوتبال سئونگنام، باشگاه فوتبال ججو یونایتد، باشگاه فوتبال بوسان ای‌پارک، باشگاه فوتبال اولسان اچ‌دی، و باشگاه فوتبال سیدنی اشاره کرد.
وی همچنین در تیم ملی فوتبال زیر ۲۳ سال کره جنوبی بازی کرده است.
وی در مسابقات کشوری و بین‌المللی در مجموع برندهٔ ۱ مدال برنز شده است.